# Mafia: The City of Lost Heaven
Mafia: The City of Lost Heaven (în română Mafia: Orașul Raiului pierdut, cu numele orașului Lost Heaven (în română Raiul pierdut) este un joc video în genul unui shooter de persoana a treia cu elemente de autosimulator, dezvoltat în Cehia de Illusion Softworks (acum 2K Czech) și editat în America de Gathering of Developers.
Mafia spune povestea lui Thomas Angelo, un simplu șofer de taxi, care se alătură uneia dintre cele două tabere mafiote, începând pe neașteptate o carieră în crima organizată. 
Jocul și-a câștigat o mulțime de fani în întreaga lume și a prilejuit aprecierile presei specializate datorită recreerii atmosferei Statelor Unite ale Americii din perioada anilor 30, anii Marii crize economice și ai Prohibiției, precum și datorită poveștii construită cinematografic și orașului creat minuțios.
Jocul a fost creat pentru PC în 2002, și, mai târziu, în 2004, a fost portat pe PlayStation 2 și Xbox. Jocul a fost dezvoltat de către compania cehă Illusion Softworks și publicat de către Gathering of Developers. La 12 martie 2008 s-au vândut două milioane de copii ale jocului Mafia, conform Take-Two Interactive. 
La data de 21 august 2007, Take-Two Interactive a anunțat Mafia II la Convenția de jocuri de la Leipzig, jocul fiind dezvoltat de Illusion Softworks, acum redenumit 2K Czech.
Începând cu 7 septembrie 2010, jocul este disponibil prin Steam.

## Gameplay

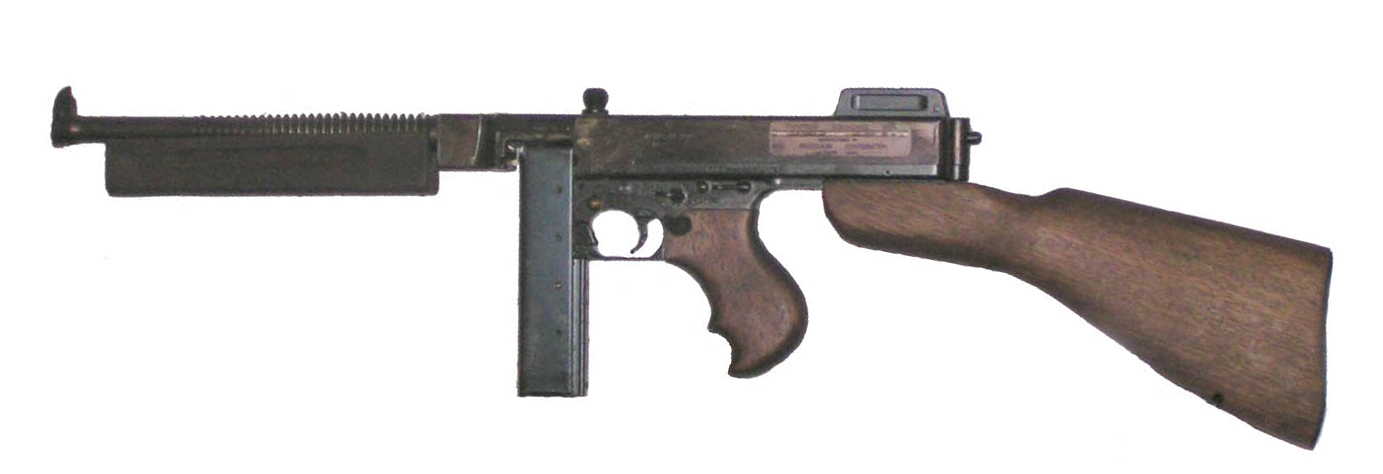
Mitraliera Thompson, arma simbol a perioadei Prohibiției

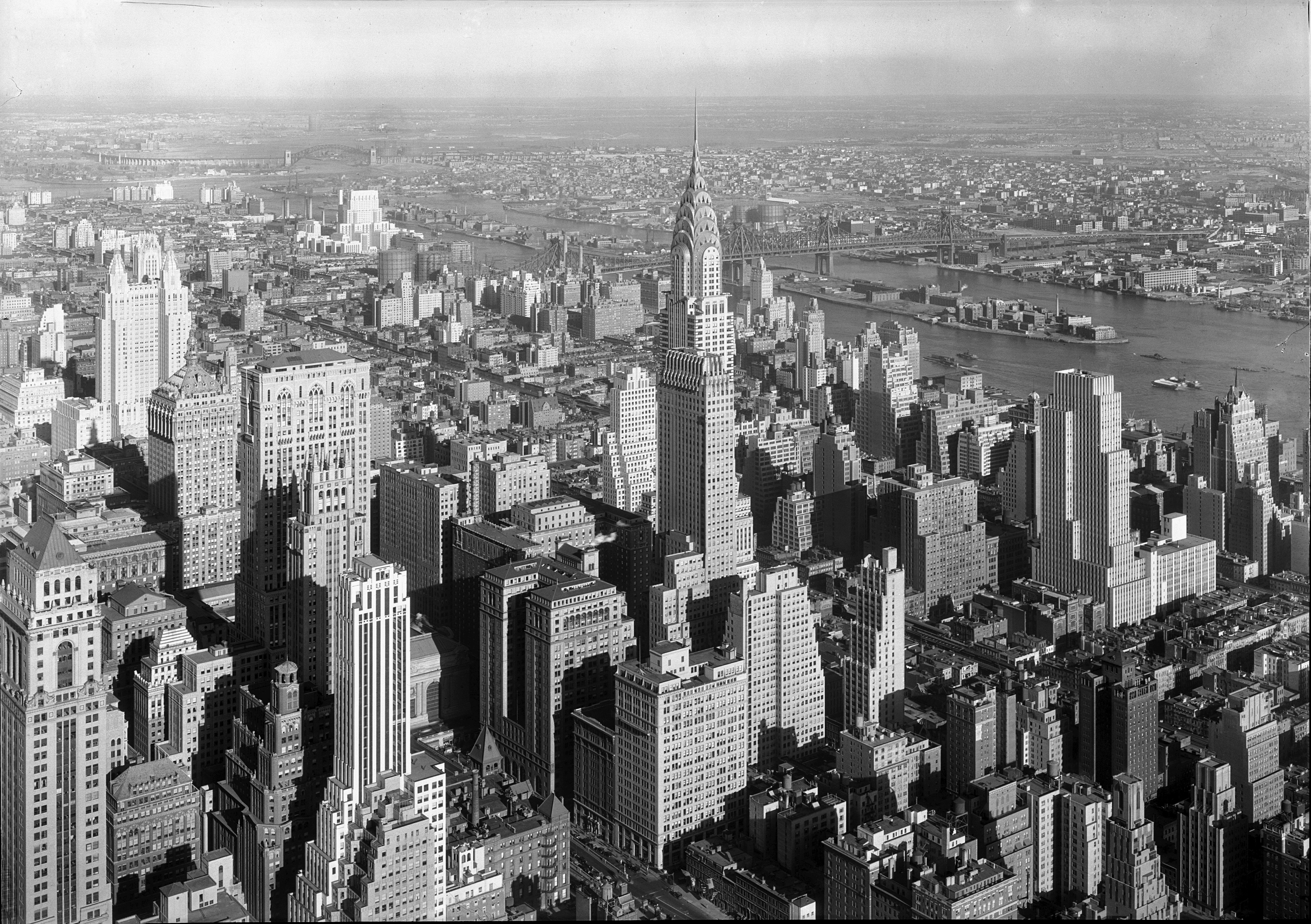
New York în anii 30. Este una dintre sursele de inspirație ale jocului Mafia pentru orașul fictiv Lost Heaven

## Rezumat
Povestea jocului Mafia începe în anul 1930, în orașul Lost Heaven. Jucătorul își asumă rolul șoferului de taxi Thomas Angelo care devine un criminal în serviciul lui Don Salieri, alături de Paulie și Sam. El continuă să crească în rang, luptând cu familia lui Don Morello. În cele din urmă, el devine dezamăgit de viața penală și se întâlnește cu un detectiv pentru a renunța la organizația lui Salieri. Angelo începe să își amintească când a început totul...

### Introducere
Jocul are un aspect cinematografic: înainte de a începe o misiune, jucătorul va viziona un filmuleț introductiv, care amintește de vechile filme cu mafioți. Jocul începe cu un epigraf, folosind un pasaj din Epistola lui Pavel către romani:
„Noi, cari suntem tari, sîntem datori să răbdăm  slăbiciunile celor slabi și să nu ne plăcem nouă înșine. Romani 15:1”

### Întreaga poveste a jocului
Într-una dintre nopțile din toamna anului 1930, taximetristul Thomas Angelo îi vede pe Paulie și pe Sam, doi mafioți, angajați ai lui Salieri, încercând să scape de mafioții inamici din familia Morello. Tommy este amenințat de către cei doi cu pistolul ca să-i ajute să scape de atacatori. După ce-i scapă de atacatori, Tommy îi duce pe Paulie și pe Sam înapoi la Barul lui Salieri și Sam îi face o ofertă, spunându-i că dacă vreodată are o problemă poate să apeleze la familia Salieri. Mafiotul îi oferă și niște bani pentru a-și repara mașina. Mai târziu, Tommy este atacat de cei din familia Morello și se adăpostește la Barul lui Salieri. Este salvat de oamenii lui Salieri și intră în familie. Pentru a se răzbuna pe familia Morello care i-a distrus taxiul, fostul taximetrist merge împreună cu Paulie să distrugă mașinile din parcarea Barului lui Morello. Tommy se împrietenește rapid cu Paulie și cu Sam și chiar îi salvează din Motelul lui Clark, unde cei doi merseseră să colecteze niște bani de protecție și fuseseră aproape omorâți. Tommy începe să conștientizeze diferența dintre Salieri și Morello: cel dintâi este un om de afaceri, ce devine violent numai dacă este insultat, în timp ce al doilea este, după spusele lui Tommy "nimic mai mult decât un nenorocit mârșav".
De-a lungul timpului, Tom îndeplinește sarcini mai importante. În 1932, el trebuie să concureze într-un raliu în locul unui șofer rănit. În noaptea de dinaintea raliului, Salieri îi spune lui Tommy că trebuie să saboteze mașina unuia dintre concurenți, cu ajutorul mecanicului Lucas Bertone. După câștigarea raliului, Tom primește mulți bani și dobândește respect. Mai târziu, se îndrăgostește de fiica barman-ului Luigi, Sarah, după ce o salvează într-o noapte de niște huligani. Salieri insistă ca Tommy și Paulie să găsească ascunzătoarea huliganilor și să-i omoare pe toți. Sarcina se va dovedi fatală pentru familia Salieri, căci unul dintre huliganii uciși este fiul unui politician important, prieten cu Morello. Tommy este trimis în următoarea zi de Frank, consilierul lui Salieri, să omoare o prostituată pe nume Michelle, care este cazată la hotelul Corleone. Aceasta i-a transmis informații lui Morello despre familia Salieri. Tom află că Michelle încearcă să-și ajute fratele și decide să nu o omoare dar o îndeamnă să plece cât mai repede din oraș pentru a nu se mai afla de ea. Tom aruncă în aer tot hotelul și ajunge la înmormântarea lui Billy, fiul guvernatorului. Acolo îl roagă pe preot să se roage pentru sufletul lui și-i spune acestuia că Billy era un huligan și că, în perioada cât a fost în viață, Billy nu a făcut decât rău.
Neștiind în ce fel să trăiască și ce să facă, Paulie și Tom dau banii pe femei și băutură. Într-o zi, Frank, consilierul lui Salieri, îi cere lui Tom să-l ducă acasă. Pe drum, Tommy îi spune lui Frank că nu vrea ca Sarah să afle de viața lui de criminal. Frank îl avertizează pe Tom de pericolele acestui mod de viață: În cele din urmă, cel mai bun prieten te va ucide.
Anul 1933: În ultimele zile ale Prohibiției, Frank îl informează pe Tom de afacerea cu băuturile de la fermă. Tommy se întâlnește cu Paulie și merg la fermă să se întâlnească cu Sam. Oamenii și poliția angajată de Morello îl torturează aproape până la moarte pe Sam. Tom și Paulie îl duc la doctorul familiei Salieri. A doua zi, Frank încalcă Omerta (codul tăcerii) și Tom este trimis să-l omoare. Protagonistul află că el se află sub protecția poliției controlate de Morello și că este somat să plece împreună cu familia sa în Europa. Tom omoară toți polițiștii și îl găsește pe Frank care îi cere să-i găsească familia. Tommy i-o găsește și îi aduce și biletele de avion. El hotărăște și de data asta să nu-l omoare pe Frank și să-l lasă să plece în Europa cu familia sa. Atunci își amintește de vorbele lui Frank despe viața criminalilor. Paulie și Sam se duc la tribunal să-i facă dreptate lui Salieri după presupusa moarte a lui Frank. Cu toate acestea, și Tommy are partea lui în acest plan. El trebuie să se întâlnească cu Salvatore, cel mai bun spărgător și jefuitor de seifuri din America. Cei doi merg la vila procurorului și fură de acolo dovezile pentru tribunal, căci politicianul este plecat la teatru. Politicianul se întoarce devreme, în timp ce Tommy se află încă în casa lui. Planul reușește iar Tom îl duce acasă pe Salvatore. 
În următoarea zi, Paulie, Tom și Sam se întâlnesc pentru o afacere cu prietenul lui Paulie, William Gates. Afacerea este cu un presupus whisky din Kentucky. Tom, Paulie și Sam, împreună cu William Gates și oamenii lui sunt atacați la locul de întâlnire, parcarea. Cei trei mafioți duc alcoolul la depozitul lui Salieri și află mai târziu că Gates fura de fapt de la Morello și că nu era originar din Kentucky.

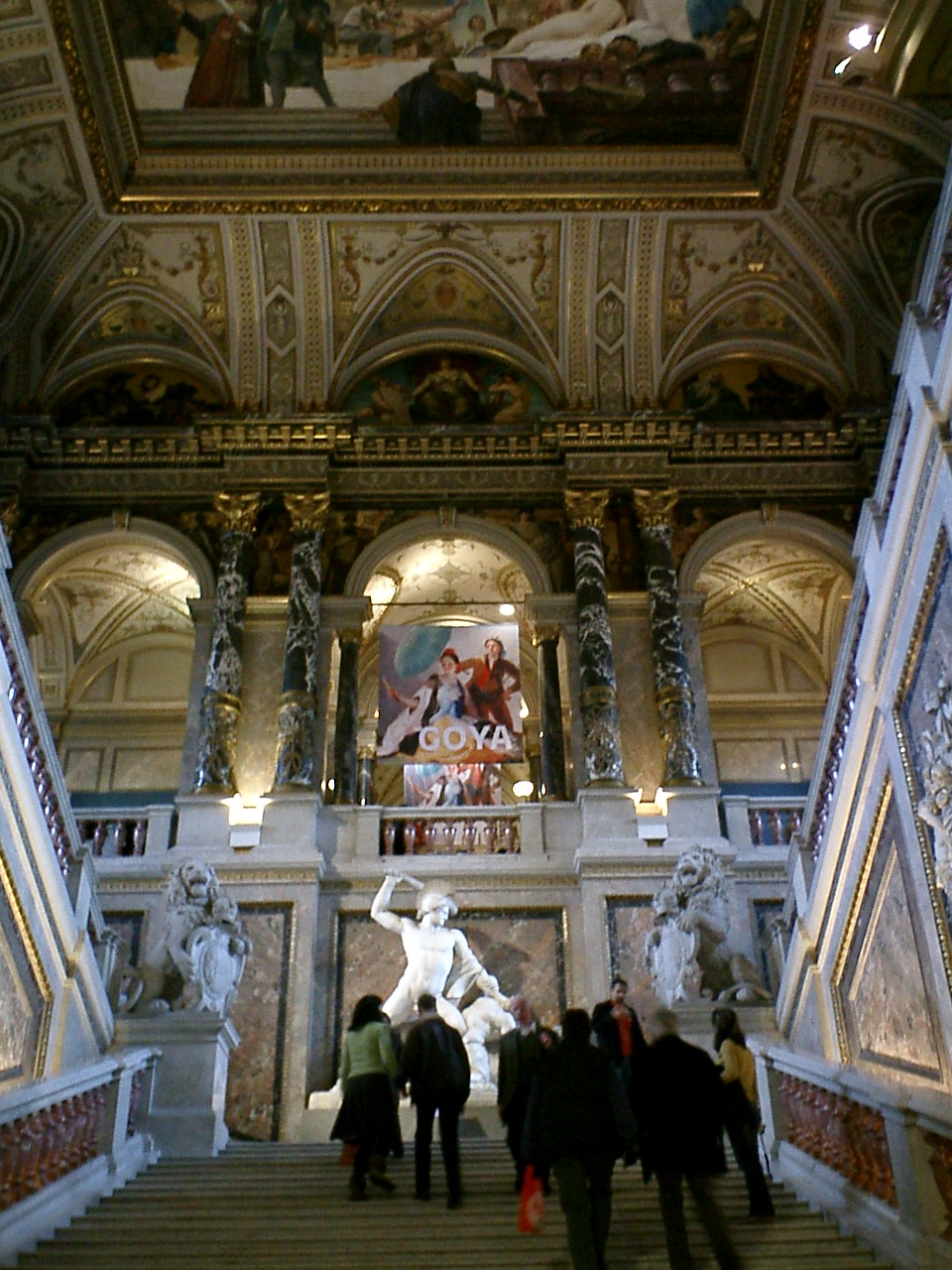
Galeria de Artă din ultima misiune a jocului este de fapt Muzeul Kunsthistorisches din Vienna

Deși Prohibiția ia sfârșit, familia de mafioți continuă să facă bani. Tommy se căsătorește cu Sarah, și în 1935 Sarah naște o fiică. Războiul dintre familii continuă și el. Tommy îl duce într-o zi pe Salieri la Restaurantul lui Pepe. Restaurantul este asediat de către cei din familia Morello. Asta din cauza gărzii de corp a lui Salieri, Carlo, presupus bolnav și prieten cu Morello. Descoperind că garda sa de corp a pregătit acest atac, Salieri merge cu Tom la apartamentul lui Carlo din Mica Italie. Carlo este ucis. Apoi, Tommy îl asasinează pe procuror, prieten cu Morello, iar apoi îl ucide pe fratele lui Morello, Morello Jr.
Familia Salieri ajunge cea mai puternică familie mafiotă din oraș. În 1938 a început o campanie împotriva Mafiei, stopată și ea de altă crimă.
Spre sfârșitul jocului, Tom, împreună cu Sam și Paulie îl omoară pe Don Morello. Salieri îi pune după aceea pe cei trei să ducă la depozitul Salieri niște așa-zise țigări, care conțineau diamante. Paulie descoperă, împreună cu Tom, că Salieri i-a păcălit și plănuiesc să jefuiască o bancă a doua zi. Planul funcționează, dar Paulie este omorât de Sam a doua zi după jefuirea băncii. Sam vorbește cu Tom (care se afla acasă la Paulie) la telefon și îi spune să se întâlnească cu el la Galeria Națională a Orașului. Acolo, Sam îi spune lui Tom că Salieri a aflat de planul lor și că a fost trimis pentru a-i omorî pe Tom și pe Paulie. Oamenii lui Salieri, conduși de Sam, încearcă să-l asasineze pe Tom dar eșuează. La sfârșit Tommy se luptă cu Sam. Avantajul este de partea protagonistului, care nu îndrăznește să-și ucidă fostul prieten. În ultimă fază, Sam, care șchiopătează și încearcă să iasă din Galeria de Artă, este ucis de Tom, încetul cu încetul, prin împușcare. Tremurând și perplex, Sam își rostește ultimele cuvinte, avertizându-l pe Tommy în legătură cu puterea lui Salieri, ai cărui oameni l-au găsit în final pe Frank și l-au ucis. Dezamăgit de viața de criminal, Tom decide să se predea poliției. Protagonistul se întâlnește cu detectivul Norman și îi povestește acestuia totul despre trecutul său. Detectivul acceptă să-i plaseze pe Tom și pe ai săi sub protecția poliției și Tommy este liber să depună mărturie împotriva familiei Salieri.
La finalul jocului, Salieri și criminalii lui sunt încarcerați. Salieri este arestat și închis pe viață (și moare în închisoare) și câțiva dintre criminalii lui sunt executați pe scaunul electric, toate acestea ducând la disoluția familiei. După procesul mafioților, Tom se mută într-o altă parte a țării (dezvăluită în Mafia II ca fiind Greenfield, Empire Bay), unde începe o nouă viață, își cumpără o casă cu două etaje, toate acestea alături de familia sa (toți membrii familiei având numele schimbate). Tommy moare la 51 de ani, pe 25 septembrie 1951 (anul desfășurării jocului Mafia 2), ucis de doi tineri (protagoniștii jocului Mafia 2, Vito Scaletta și Joe Barbaro). Vito îi adresează lui Tom cuvintele: Domnul Salieri vă transmite salutări. Joe apasă pe trăgaciul puștii, omorându-l pe Tom. Jocul se încheie cu cuvintele lui Tommy: 
"Știți, lumea nu este guvernată de legile ce se scriu pe hârtie, ci este guvernată de către oameni. Unele dintre regulile oamenilor pot depinde de lege, altele nu. De fiecare persoană depinde cum va fi lumea ei, cum și-o face. Și ai nevoie și de foarte mult noroc, ca să nu-ți facă altcineva viața un iad. Nu este atât de ușor cum ți se spune la școală, dar este bine să avem convingeri ferme și să le punem în practică în căsătorie, în crimă, în război, întotdeauna și pretutindeni. Eu nu am reușit, și nici Paulie și Sam. Ne-am dorit o viață mai bună, dar în final ne-am înrăutățit-o. Știți, cred că trebuie să avem măsură în toate. Da, măsura este cuvântul potrivit. Oricine dorește să aibă foarte mult, riscă să piardă absolut totul. Firește, cel care își dorește puțin de la viață poate să nu obțină nimic..."

## Mărturia lui Tommy Angelo de la procesul lui Ennio Salieri, anul 1938
- Am devenit criminal pentru că nu doream să devin victimă.
- Orașul Lost Heaven este corupt sută la sută. Chiar și polițiștii și politicienii sunt legați de domnul Salieri și de acoliții săi. Și cel mai probabil există o rețea mai amplă între bandele din celelalte orașe americane și cele din străinătate.
- Eu descriu un mod de viață care a apărut de la livezile de lămâi din Palermo acum o jumătate de secol și care de atunci nu s-a mai schimbat deloc - o societate onorabilă care acționează deasupra legii.
- Am asistat personal la cel puțin cincisprezece cazuri în care Ennio Salieri în persoană a ordonat ucideri. Ordona asasinarea propriilor oameni la fel cum grădinarul trage buruienile.
- Mereu am operat cu straturi de retractare. Șeful ordona ierarhia, fiecare rang distanțându-se de crimă. Nătăfleții ca mine sau ca Paulie își riscau viețile, în timp ce indivizii din vârful ierarhiei stăteau confortabil, fără griji în casele lor.
- Contrabanda a adus o mulțime de bani, dar asta nu era tot. Am cunoscut proxeneți, creditori, falsificatori, contrabandiști care acționau sub tutela lui Salieri, dându-i acestuia banii.
- Când ești un membru al acestor bande, viața ta se bazează pe violență și cel mai probabil se va sfârși violent. Foarte puțini oameni care aleg această cale mor din cauze naturale.
- Ennio Salieri se hrănește din temerile pe care le au oamenii de a-și pierde lucrurile pe care le au. Prin asta, oamenii devin credincioși protecției pe care le-o promite.
- Dacă un individ obișnuit cum sunt eu îl putea ucide pe cel mai puternic om din oraș, ce mai conta puterea lui? Mi se părea că nu contează puterea nimănui căci mereu va exista cineva care să-l detroneze.
- Când ești mafiot, lumea cu care te întâlnești te respectă. Toți știu că-i poți ajuta dar și că le poți distruge viețile. Alegerea îți aparține.
- Mulți indivizi se alătură acestei organizații din cauza setei de putere. Nu țin seama decât de regulile lor.
- Priviți ce s-a întâmplat în timpul Prohibiției - o mână de imigranți sicilieni săraci, needucați au devenit mai puternici decât toate legile, tribunalele, și polițiștii din Statele Unite. A cerut mult efort din partea lor.
- Vedeți dumneavoastră, lumea nu este guvernată de legile ce se scriu pe hârtie. Este guvernată de către oameni. Unele dintre regulile oamenilor pot ține seama de lege, iar altele nu. De fiecare individ depinde cum va fi lumea lui, cum și-o face.
- Nu există onoare în rândul hoților. Acești oameni jură credință, dar pentru șefii lor aceste promisiuni reprezintă doar aprobări de crimă și represalii justificate.
- Cel ce râvnește la prea mult riscă să piardă absolut tot ce are. Firește, cel ce-așteaptă puțin de la viață poate să nu obțină nimic.

## Gameplay-ul și deosebirile dintre el și alte jocuri similare

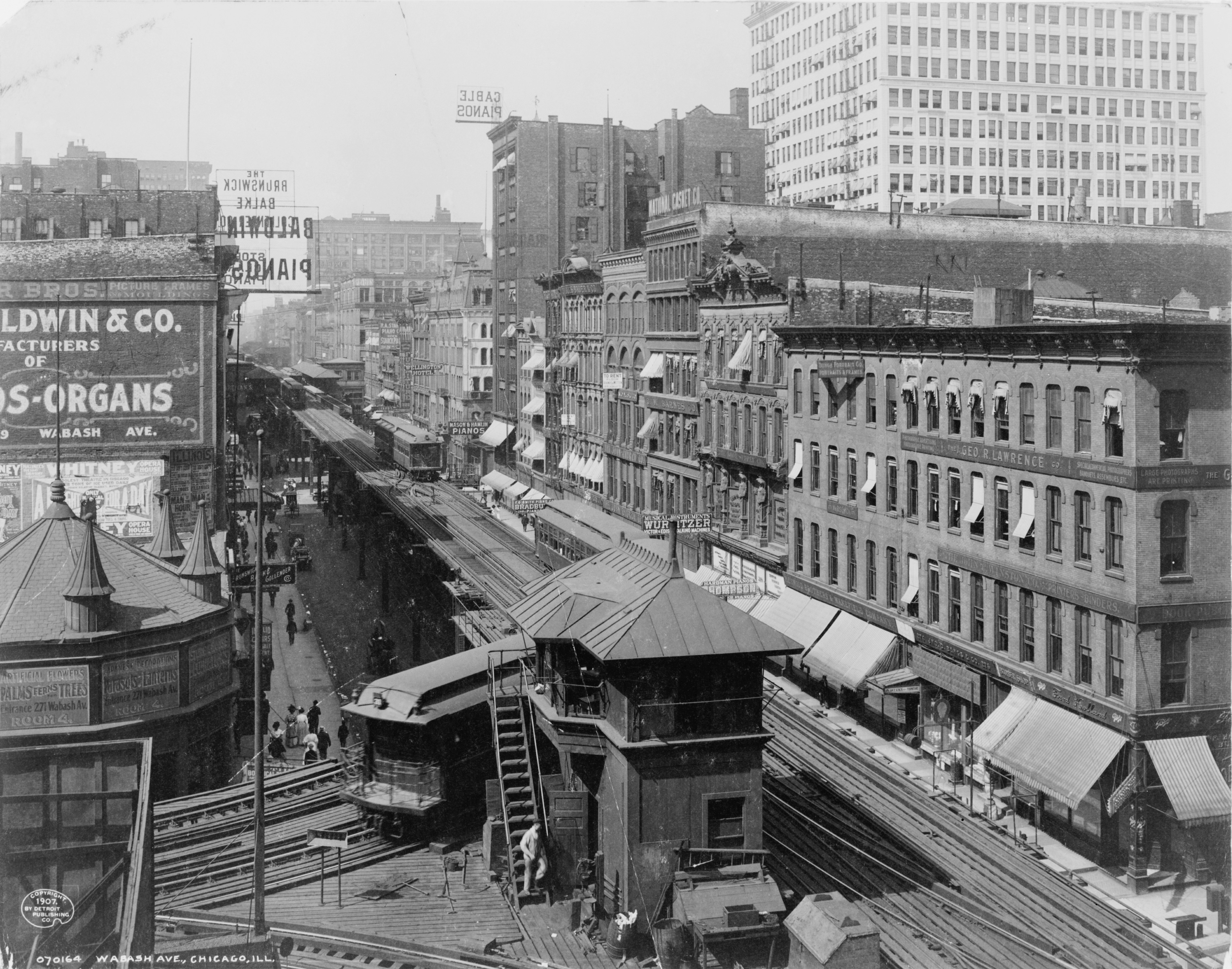
Chicago-ul în secolul 20

Jocul seamănă cu seria de jocuri Grand Theft Auto: jucătorul poate să ucidă cu armele de foc; poate să conducă diferite mașini, să fure mașini și să le arunce în aer. Cele două jocuri se mai aseamănă și prin faptul că personajul principal este criminal. Între cele două jocuri există însă și diferențe serioase. 
- În GTA sarcinile jocului pot fi îndeplinite într-o ordine relativ liberă, în Mafia ordinea efectuării sarcinilor este fixă. Cu toate acestea, după îndeplinirea misiunilor din Mafia, jucătorul poate obține misiuni bonus.
- În GTA sunt încurajate distrugerea, atacarea trecătorilor, ș.a.m.d. (jucătorul este, prin urmare, cotat cu diferite ranguri de urmărire), în timp ce Mafia nu oferă nici o recompensă pentru acestea (decât, probabil, satisfacția morală). În plus, în timpul jocului, aceste acțiuni sunt oprite de către polițiști, care vor încerca să aresteze jucătorul sau vor folosi arme de foc contra acestuia.
- GTA este un joc de acțiune neîntrerupt, în timp ce Mafia este un joc mai simplu și mai măsurat, realizat mai degrabă pentru plăcerea estetică. În plus, Mafia reprezintă un model de fizică și control bun al mașinii (mai ales dacă există un volan pentru jocuri cu mașini).

### Modurile jocului

#### Modul poveste
Modul principal, care spune povestea jocului. Pe lângă misiunile principale ale jocului, puteți îndeplini sarcinile bonus oferite de Lucas Bertone, care vă ajută să obțineți mașini de lux, pe care le puteți folosi atât în modul poveste cât și în modurile următoare (Free Ride și Free Ride Extreme).

#### ModulO călătorie gratuită
atuită (engleză Free Ride) dă voie jucătorului să se concentreze pe lumea jocului fără a efectua misiuni importante. De asemenea, acest mod vă dă voie să călătoriți liber prin oraș, așa cum se întâmplă și în Grand Theft Auto. Pe măsură ce jucătorul avansează în poveste, opțiunile acestui mod se vor debloca. 
Din punct de vedere cronologic, modul O călătorie gratuită se desfășoară înainte de ultimele evenimente ale poveștii jocului.
Există două opțiuni în acest mod al jocului: Small City (română Oraș mic) și Town (română Oraș mare).
- Modul Small City - Puteți juca acest mod după ce terminați primul capitol al poveștii jocului. În acest mod, jucătorul are disponibilă doar o parte a orașului.
- Modul Town - Acest mod este disponibil după ce terminați întreaga poveste. Jucătorul poate să se plimbe atât la țară, cât și prin oraș. De asemenea, acest mod vă dă voie să alegeți între noapte și zi.

În modul O călătorie gratuită jucătorul poate câștiga și bani. Surse de bani:
- lucrând ca taximetrist (conducând un taxi) — de la 200 la 1000 de dolari per pasager;
- depășirea vitezei — mai mult de 70 de mile pe oră sau 100 de kilometri/h fac 100 de dolari per 2 secunde;
- explodarea automobilelor — 100 de dolari per mașină;
- uciderea gangsterilor — 500 de dolari pentru uciderea unui gangster.

Banii se pot cheltui pe:
- vindecarea rănilor la spitalul din New Ark - 1000 de dolari pentru vindecarea completă;
- repararea mașinii la service-ul lui Lucas Bertone - 2000 de dolari;
- alimentarea mașinii la benzinărie - 500 de dolari pentru alimentarea completă;
- achiziționarea armelor de la magazinul lui Pete cel Galben din Hoboken;
- amenda pentru depășirea vitezei legale sau pentru trecerea pe roșu - 1000 de dolari (dacă numărul de bani pe care-l aveți este mai mic de 1000 de dolari, numărul devine negativ);
- salvarea jocului la barul lui Salieri - 2000 de dolari.

#### ModulO călătorie extremă(englezăFree Ride Extreme)
Acest mod este deblocat după ce terminarea întregului joc. În acest mod, există 19 misiuni care pot fi efectuate (în orice ordine) pentru a obține mașini exotice (câteva dintre acestea sunt taxiuri), precum prototipul Hot-Rod. Aceste prototipuri pot fi conduse și în modul O călătorie gratuită (engleză Free Ride).
Pentru a primi o misiune, trebuie să găsiți un om care își agită mâinile în aer. Pentru a afla unde sunt acești oameni trebuie să intrați pe ușa de la farul din oraș.

### Alte elemente ale jocului

#### Interfața
Controlul din joc este de genul persoana a treia, dar își schimbă forma atunci când protagonistul ajunge la volan. Toate informațiile necesare sunt afișate pe ecran și modifică cursul jocului. Sănătatea protagonistului este afișată în colțul din stânga jos al ecranului. Când sănătatea ajunge la zero, jocul se încheie (după care va trebui sa continuați misiunea de la ultimul punct de control). În timpul jocului, protagonistul va găsi truse de prim ajutor cu ajutorul cărora se va putea vindeca. În cazul în care protagonistul este însoțit de Paulie, Sam sau de oricare alt personaj, indicatorii lor de sănătate apar sub indicatorul stării de sănătate a protagonistului. Când Tom deține un pistol, în dreptul indicatorului de sănătate se va afișa stocul de muniție rămas - de exemplu, "7 / 21", unde "7" reprezintă numărul de gloanțe din armă iar "21", numărul de gloanțe rămase în stoc. Mesajele de stare sunt afișate sub indicatorii de sănătate din stânga jos a ecranului. În cazul în care protagonistul va primi instrucțiuni, într-un anumit loc din colțul din stânga sus al ecranului va apărea busola. De asemenea, există și o hartă a orașului. Dacă trebuie să finalizați o anumită sarcină intr-un anumit timp, în colțul din dreapta sus al ecranului va apărea un ceas. Timpul pentru îndeplinirea sarcinii este reprezentat de partea roșie a ceasului. Descrierea misiunii este afișată în partea de sus a ecranului de la începutul misiunii sau când apăsați tasta corespunzătoare. Când protagonistul se află în mașină, se schimbă interfața. În dreapta jos pe ecran se va afișa vitezometrul (inclusiv transferurile). În temeiul acestor instrumente este contorul de parcurs, și mai jos - senzorul de combustibil. În colțul din stânga sus al ecranului este radarul, care arată mașina în raport cu alte vehicule. Mașinile obișnuite sunt marcate cu verde pe radar, mașina de poliție - cu albastru, tramvaiele - cu galben, și inamicii sau poliția care vă urmăresc - cu roșu. Mașinile gangsterilor în modul Free Ride sunt marcate cu portocaliu. Atunci când vă apropiați de destinație, pe radar va apărea o cruce roșie.

## Orașul Lost Heaven
Lost Heaven (română Raiul pierdut) este un oraș fictiv situat pe coasta de vest a Statelor Unite ale Americii. Majoritatea evenimentelor din jocul Mafia: The City of Lost Heaven au loc în acest oraș. O trăsătură remarcabilă este asemănarea orașului cu orașele New York și Chicago din anii 1930. Lost Heaven este o metropolă largă și plină de viață cu elemente specifice majorității orașelor, cum ar fi transport public (tramvaie și căi ferate), străzi aglomerate, clădiri înalte, hoteluri și un spital. Jucătorii se întâlnesc prima dată cu orașul în toamna anului 1930.
Lost Heaven este împărțit între cele două familii ale crimei organizate: Salieri și Morello. 

### Zonele
Orașul este împărțit în nouă zone:

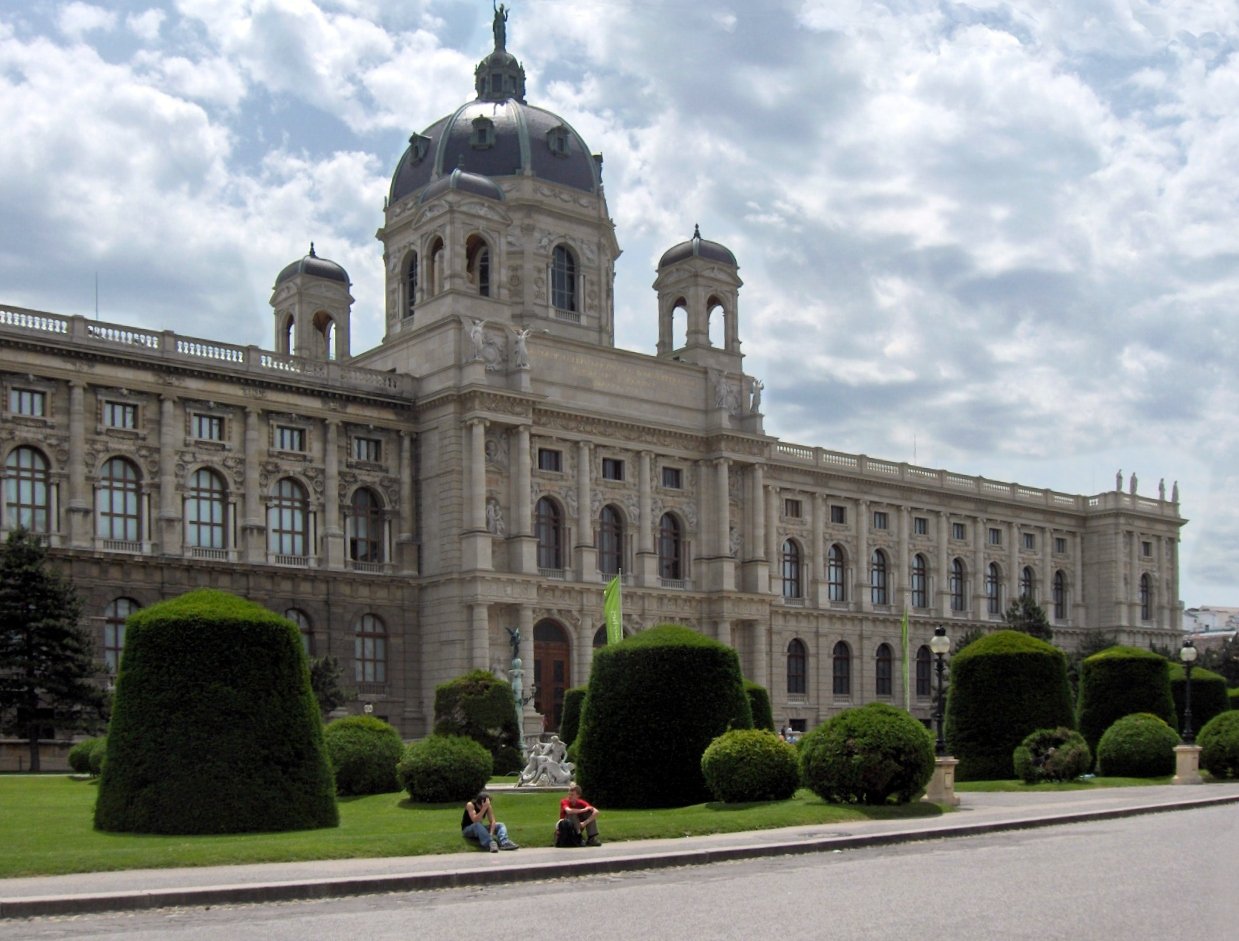
Galeria de Artă din joc are ca model Muzeul de Istorie a Artei din Viena

1. Cartierul chinezesc (engleză China Town) este o mică zonă aflată la nord de cartierul Mica Italie și învecinat cu Podul Terranova care leagă Cartierul chinezesc de New Ark. Ca și celelalte cartiere chinezești din alte orașe, această zonă este locul unde trăiesc majoritatea chinezilor imigranți. Linia de tramvai din partea vestică (engleză West Side) trece prin această zonă cu scopul de a furniza un mijloc de transport cetățenilor fără mașină. Două drumuri care duc în zona rurală se află în Cartierul chinezesc.
2. Mica Italie (engleză Little Italy) este cea mai importantă zonă din oraș. În această zonă își are locul familia lui Salieri, fiind locul în care încep multe dintre misiuni. Baza operațiunilor familiei se află la barul Salieri. Numele acestei zone provine de la emigrarea italienilor, mai ales cea a sicilienilor, în Statele Unite. Linia de tramvai trece prin această zonă, depășind barul lui Salieri și legând Mica Italie de Cartierul chinezesc și de Cartierul muncii. De asemenea, o cale ferată pe estacadă trece prin această zonă, oprindu-se la stația "Little Italy".
3. Cartierul muncii (engleză Works Quarter) găzduiește majoritatea fabricilor orașului și celelalte facilități industriale. Această zonă este considerată stâlpul economiei din Lost Heaven, ea fiind separată de celelalte afaceri datorită "Portului din Lost Heaven" unde au loc importurile și exporturile. Printre celelalte clădiri importante se numără și gară centrală pentru pasageri și pentru transporturi de marfă. Cartierul muncii are propriul post de pompieri.
4. Insula Centrală (engleză Central Island) este centrul comercial al orașului. Este o insulă situată în mijlocul orașului. Ca și cartierul Manhattan din orașul New York, această parte a orașului înfățișează zgârie-nori în stilul anilor 1930, care adăpostesc diferite clădiri ce servesc orașul. Clădiri importante precum secția de poliție, galeria de artă sau teatrul din Lost Heaven se află pe această insulă. Insula are două stații de cale ferată, și anume "Central Island" și "Giuliano Street", situate în partea de nord. Locuitorii orașului pot ajunge pe insulă în diferite moduri; din Works Quarter traversând Podul Marshall de vest, din Mica Italie trecând prin tunelul Central Island, din New Ark traversând Podul Giuliano și din Centrul orașului traversând Podul Marshall de est.
5. New Ark este un alt cartier situat în partea de est a orașului, reprezentând în același timp locul clasei de mijloc din Lost Heaven. În New Ark se află două clădiri importante: Spitalul Lost Heaven și Depozitul de Arme al orașului. New Ark-ul este legat de Cartierul chinezesc prin Podul Terranova și de Insula centrală prin Podul Giuliano. Familia Morello, rivalul familiei Salieri, își are sediul operațional la Barul Morello, situat tot în New Ark. Dedesubtul podului Giuliano se află un atelier de reparații pentru mașinile stricate, condus de un aliat al familiei Salieri și unul dintre prietenii jucătorului, mecanicul Lucas Bertone.
6. Cartierul comercial (engleză Downtown). Ca în fiecare centru de oraș, această zonă este un alt centru comercial, plin de viață, plin de oameni și cu întreprinderi înfloritoare. Prima Bancă Națională din Lost Heaven, pe care jucătorul o va jefui într-una dintre misiuni, se află aici. Lângă capătul sudic al centrului se află biserica din Lost Heaven, pe care jucătorul o va observa într-una dintre misiuni.
7. Hoboken este locul cerșetorilor și periferia orașului Lost Heaven, situat la est de zona New Ark. Din cauza distanței față de centrul orașului și de zona criminalității nu este o zonă cu prestigiu. În Hoboken se află un depozit al familiei Salieri, Magazinul de arme al lui Pete cel Galben, clubul Palermo și barul Pompeii.
8. Oakwood este un cartier mic cu case terasate și mici apartamente, ocupate de oamenii bogați din orașul Lost Heaven. Această zonă mică și liniștită se află la est de centrul orașului. În Oakwood nu există multe locuri interesante. Există o biserică văruită, care are și un clopot, precum și Liceul din Oakwood, singura școală din Lost Heaven. Aici se află și casa lui Tommy în modul Free Ride Extreme. Tramvaiele nu circulă prin Oakwood, așadar mașina este esențială pentru deplasare.
9. Oak Hill este un cartier bogat aflat în partea estică a orașului Lost Heaven. Situat în vârful unui deal destul de mare, districtul este cea mai bogată zonă a orașului. Această zonă este departe de poluarea și zgomotul orașului, oferind vederi luxoase de pe malul oceanului. De asemenea, Oak Hill-ul este plin de vilele celor mai bogați locuitori ai orașului, lucru ce a făcut ca zona să fie redenumită "Cartierul milionarilor". Nu există transport public în Oak Hill din cauza pantelor abrupte. Mașina este esențială pentru deplasare în acest cartier.

De asemenea, orașul Lost Heaven se învecinează cu o vastă zonă rurală, care conține elemente cum ar fi aeroportul, barajul, cele câteva ferme și chiar Motelul Clark(engleză Clark's Motel).

#### Podurile și tunelurile
- Podul Terranova leagă New Ark de Chinatown.
- Podul Giuliano este un pod suspendat care amintește de Podul Golden Gate și care leagă New Ark de Central Island.
- Podurile Marshall de est și de vest sunt podurile care leagă Central Island de Mica Italie și Downtown.
- Un tunel sub-marin care leagă Central Island de Mica Italie.

#### Transportul public
Locuitorilor din Lost Heaven nu le place să meargă pe jos, căci este destul de periculos. Este mai bine să folosiți o mașină sau să folosiți transportul public. Transportul public este format din taxiuri, o linie de metrou și cele trei linii de tramvai. În versiunea jocului pe PlayStation 2, există și autobuzul. În versiunea de pe PC, autobuzul a existat doar în fișierele jocului, nemaigăsindu-se nici un rezultat.

### Poliția
Poliția din Lost Heaven patrulează prin oraș pe jos și în vehicule. Polițiștii de pe stradă sunt înarmați cu revolvere, iar ofițerii din mașini stau câte doi în mașină și sunt înarmați diferit: șoferul este înarmat cu un revolver iar polițistul pasager folosește o pușcă pompată.
Poliția îl pedepsește întotdeauna pe Tom pentru crimele lui dar din anumite motive pe ceilalți infractori nu îi bagă în seamă. 
În joc, poliția încearcă să împiedice crimele jucătorului, ea reprezentând un obstacol și un inamic prezent atât în timpul misiunilor, cât și în afara acestora. 

### Nivelul de urmărire
Nivelul de urmărire din Mafia este asemănător celui din seria Grand Theft Auto, dar poate fi văzut ca mai 'cinstit', datorită faptului că polițiștii nu vor ataca jucătorul pentru crime mărunte. Există trei nivele de urmărire, ultimele două având o subdiviziune. Fiecare nivel are două culori, roșu și transparent. Când nivelul este transparent, Tommy nu se mai află în perimetrul de urmărire al poliției.

#### Amenda
Jucătorul este amendat doar pentru crimele minore: depășirea limitei de viteză, trecerea pe roșu, micile accidente etc. Tommy trebuie doar să oprească mașina, să iasă afară și să plătească amenda. În timpul jocului, valoarea monetară a amenzii nu este vizibilă, deși în modul O călătorie gratuită amenda valorează 1000 de dolari. Dacă respectiva crimă este văzută de un polițist care merge pe jos, jucătorul poate să-l depășească. 

#### Cătușele
Cătușele reprezintă infracțiuni mai grave precum: un exces semnificativ de viteză (peste 60 de mile pe oră sau 100 km / h), atacarea cetățenilor, afișarea și folosirea armelor în public, uciderea pietonilor, un accident cu mașina sau furtul unei mașini. Când protagonistul încearcă să se ascundă, începe urmărirea penală. Dacă polițiștii de pe trotuar îl văd pe Tommy comițând vreo crimă, vor începe să fluiere, să-și anunțe colegii, și în cazul în care apelul vine de la un telefon public, toate patrulele din oraș vor începe să caute jucătorul. Totuși, protagonistul va fi anunțat în acest caz cu indicatorul de urmărire care vă spune cât timp mai sunteți încă urmărit. Dacă pe Tommy l-au văzut niște polițiști dintr-o mașină, cei doi polițiști îl vor urmări cu mașina.

#### Pistolul
Pistolul arată că Tommy a comis o crimă foarte gravă, precum: atacarea unui ofițer de poliție sau folosirea focului împotriva polițiștilor. Polițiștii vor încerca să-l oprească pe Tom de la folosirea armei, trăgând în el până îl omoară. Când se întâmplă asta, în partea de sus a ecranului va apărea o pictogramă cu un pistol. Dacă protagonistul încearcă să scape de poliție, aceasta va împânzi drumurile și le va bloca cu mașini de poliție. Polițiștii vor trage în Tommy, de asemenea, când îl văd.
- Notă: Dezvoltatorii inițiali ai jocului au vrut să-l pedepsească pe jucător și pentru deplasarea cu automobilul pe trotuar, dar au exclus sancțiunea din versiunea finală. Rămășițele acestei funcții se pot simți în misiunea a doua a jocului, atunci când pasagerii din taxi, dacă jucătorul merge cu automobilul pe trotuar, protestează: Nu ar trebui să mergem pe șosea?.

## Personaje

#### Personajele principale
- Тhomas (Тommy) Аngelo (10 august 1900)  — protagonistul jocului, pe care îl controlați pe tot parcursul acestuia. La începutul jocului era doar un taximetrist. Asta până într-o zi a anului 1930, când Тhomas a trebuit să-i ajute pe Paulie și Sam, doi mafioți din familia din Salieri, să scape de doi gangsteri din familia Morello. A doua zi de la acea urmărire, gangsterii lui Morello îl găsesc pe Tommy, îi distrug taxi-ul și aproape îl omoară pe Tom. Tommy ajunge la Barul lui Salieri, unde este salvat de cei doi urmăritori. Apoi, Tom intră în familia lui Salieri, luptând cu familia Morello. Împreună cu Paulie și Sam, el "distruge" întreaga familie Morello. Spre sfârșitul jocului, Tom află alături de Paulie că Salieri i-a păcălit în tot acest timp, așa că se hotărăsc să jefuiască o bancă. Sam află de asta și îi spune lui Salieri. Donul îi spune lui Sam să-i omoare pe cei doi. Paulie este omorât dar cadavrul lui este descoperit de Tom, care vorbește cu Sam la telefon. Sam îi spune acestuia că Salieri singur a aflat de planul cu jefuirea băncii, spunându-i lui Tommy că trebuie să se întâlnească cu el la Galeria de Artă. Când Tom ajunge acolo, se luptă cu gangsterii lui Salieri, controlați de Sam. Tommy îl găsește pe Sam și îl omoară, apoi se întâlnește cu un detectiv irlandez pe nume Norman, și îi povestește întreaga sa carieră în lumea Mafiei pentru a fi ajutat de detectiv la proces. Norman îl ajută la proces pe el și pe familia lui.

- Ennio Salieri (Don Salieri) (6 iulie 1876 - 28 decembrie 1939) (la vârsta de 63 de ani) — șeful familiei pentru care lucrează Тommy. Este un tip care a trecut prin multe în viață și nu este impresionat foarte ușor. Este tipul mafiotului care nu și-a clădit poziția doar pentru bani și nu omoară mereu ca să primească ce-și dorește. El este prietenos, dar când devine dur poate fi periculos. Câteodată afacerile sunt mai importante pentru el decât prietenia. La sfârșitul jocului, el este încarcerat pe viață. Se spune că Salieri a murit spre sfârșitul lunii septembrie, anul 1939.

- Paulie Lombardo (15 februarie 1898 - 23 septembrie 1938) (la vârsta de 40 de ani) — prietenul lui Tom. Este un tip energic, cu un temperament fierbinte, care lucrează și se distrează alături de Tom. Paulie seamănă cu Joe Pesci. La începutul jocului, Paulie și colegul său Sam îl răpesc pe Tom și îl obligă să îi ajute să scape de gangsterii din familia lui Morello. Paulie și Sam trag în mașina gangsterilor. La sfârșitul jocului, Paulie este omorât de Sam cu o pușcă acționată de pompă, a doua zi după ce el împreună cu Tom au jefuit Prima Bancă Națională.

- Sam Trapani (20 aprilie 1898 - 23 septembrie 1938) (la vârsta de 40 de ani) - alt prieten de-al lui Tommy. Este un tip mare și prietenos, cu un zâmbet larg. În ciuda mărimii sale, el este timid și puțin neîndemânatic, și nu vorbește mult. Lucrează des cu Tom și Paulie, cei trei fiind buni prieteni. Înainte să intre în mafie, era mecanic, căci poate repara o mașină (așa cum se vede în misiunea "Creme de la Creme"). Deși pare a juca puțin teatru la început, Sam va juca un rol important în misiunile mai drastice ale jocului. La sfârșitul jocului, se crede că Sam și banda lui de mafioți l-au omorât pe Paulie, după ce s-a aflat că Paulie și Tom au jefuit banca. După ce Tom ajunge acasă la Paulie, primește un telefon de la Sam care-i spune să vină la muzeu. Acolo, Sam își pune mafioții să-l omoare pe Tommy. Tom omoară toți gangsterii din muzeu, iar apoi se luptă cu Sam, omorându-l și pe acesta.

- Frank Colletti (5 mai 1877 - 28 octombrie 1933) (decesul fals) , 16 septembrie 1938 (la vârsta de 56 de ani (decesul fals), la vârsta de 61 de ani (decesul adevărat) - Frank este cel mai bun prieten al lui Salieri și consilierul lui. La început nu pare că locul lui este printre acești mafioți, căci este un tip drăguț și inobservabil. Lui îi place să se ocupe de familia sa și de părțile legale ale afacerilor. El lucrează pentru Salieri din cauza atașamentului pe care îl are pentru el, dar și pentru trecutul pe care cei doi l-au petrecut împreună. Cei doi au crescut împreună într-un cartier sărac și Salieri l-a ajutat pe Frank să obțină tot ce are. Totuși, Frank îl trădează pe Salieri pentru familia lui,

care este amenințată de Morello. Frank vrea să meargă cu ea în Europa, dar poate să facă asta numai dacă ajută familia Morello, trădându-l pe Salieri. Donul îl trimite pe Tom să-l omoare pe Frank, dar Tommy îl lasă să plece împreună cu familia lui. Totuși, după cinci ani de la trădarea lui, oamenii lui Salieri îl omoară pe Frank, aflând că Tom l-a lăsat să plece.
- Marcu Morello (31 decembrie 1877 - 3 octombrie 1935) (la vârsta de 57 de ani) — principalul inamic al lui Don Salieri. Atunci când Salieri se duce să facă afaceri, Morello trimite o bandă de mafioți cu mitraliere Thompson să-l omoare. Prin utilizarea violenței și-a câștigat o anumită influență în oraș, încercând acum să intre pe teritoriul lui Salieri, împreună cu fratele său Sergio. Din cauza temperamentului său violent, Morello distruge tot ce îi iese în cale (chiar și prietenii lui se tem de el).

- Lucas Bertone (17 aprilie 1901) - este un mecanic italian drăguț, de vârstă mijlocie. El servește de obicei bogații. Are o inimă mare, deși furnizează servicii mafiei și nu este un sfânt. Deși Lucas nu este un membru al familiei, este bine să-l vizitați după ce vă terminați misiunile principale, căci Lucas îi poate oferi jucătorului mașini luxoase. Lucas poate fi omorât de jucător în ultima misiune a jocului.

- Norman (12 decembrie 1890) - este un detectiv irlandez care a suferit mult în copilărie. Nu este foarte prietenos, fiind neglijent și brutal față de majoritatea oamenilor. Tom îi dezvăluie secretele sale.

#### Personaje minore
- Luigi Marino (28 mai 1875) — barman-ul barului Salieri. El vorbește adesea cu Tommy. Apare în aproape fiecare misiune, în spatele tejghelei de la bar, așteptând clienți.
- Vincenzo Ricci (30 decembrie 1880) — a lucrat pentru familie foarte mult și asta înseamnă totul pentru el. Este ciudat că un tip bun ca Vincenzo și-a găsit dragostea în arme. El are grijă de arsenalul de arme al lui Salieri și apare în aproape fiecare misiune pentru a-i pregăti jucătorului armele pentru sarcinile sale. Se spune că el a murit în închisoare alături de unii dintre gangsterii lui Salieri. Vincenzo poate fi omorât în misiunea "Doar pentru relaxare".
- Ralph (13 septembrie 1901) - este un mecanic excelent. El poate dezasambla, repara, îmbunătăți și chiar reconstrui orice îi pică în mână. Știe foarte multe despre automobile, dar foarte puțin despre alte lucruri. De aceea vorbește numai despre automobile, deși nici informațiile despre automobile nu sunt ușoare pentru el, căci se bâlbâie.
- Sergio Morello (4 octombrie 1882 - 6 august 1935) (la vârsta de 53 de ani) - fratele lui Don Morello și mâna lui dreaptă. Este implicat în exporturile de la docurile din oraș. Tommy este trimis să-l omoare atunci când Salieri decide că este timpul ca aliații lui Morello să fie eliminați.

#### Personaje episodice
- Sarah Marino (5 octombrie 1905) — fiica lui Luigi. Tommy o însoțește acasă și o protejează de niște agresori. Cei doi se vor căsători și vor avea o fiică.
- Michelle (31 octombrie 1909 - 27 august 1938) (la vârsta de 28 de ani) — o prietenă a lui Sarah. Frank îl trimite pe Tom să o omoare, căci ea îl informa pe Morello. Tommy nu o omoară, căci află că ea îl ajuta de fapt pe fratele său, amenințat cu moartea de Morello. Tom îi spune lui Michelle că trebuie să plece din oraș cât mai repede. Aceasta îi promite că o să plece, dar Sam și oamenii lui o găsesc în oraș și o omoară.
- Salvatore (1 mai 1900) — un hoț profesionist, care-l ajută pe Тom să fure niște documente în misiuneaVizitându-i pe bogați.
- Marele Dick (Big Dick) — o cunoștință a lui Lucas Bertone, căruia jucătorul trebuie să-i ducă un plic.
- Marele Biff (Big Biff) (1 iulie 1887) — un individ care le dă informații lui Tom și Paulie și care stă în Cartierul chinezesc. El încearcă să-l ajute pe jucător să-l găsească pe Frank în misiunea Omerta. În misiunea Nenorocit norocos, Don Salieri menționează că Biff l-a informat de iubita lui Sergio, care este mai târziu ucisă într-un atentat de asasinare a acestuia.
- Pete cel Galben (Yellow Pete) (30 septembrie 1870) — un vânzător de arme cu o singură mână.
- Bobby (29 mai 1900) — unul dintre prietenii lui Ralph și securitatea de noapte de la raliul de curse. Jucătorul are nevoie de ajutorul lui Bobby în misiunea Fairplay.
- Billy (24 decembrie 1911 - 12 iunie 1932) - unul dintre agresorii misiunii Mai bine obișnuiește-te. El este fiul consilierului orașului.
- Johnny (3 februarie 1910 - 16 iunie 1932) - unul dintre agresorii misiunii Mai bine obișnuiește-te și prietenul lui Billy.
- Marge (25 martie 1890) — soția lui Frank.
- Alice (4 ianuarie 1925) — fiica lui Frank.
- Pepe (3 iunie 1888) — bucătarul patron al restaurantului unde trebuie să-l duceți pe Don Salieri în misiunea Poftă bună!.
- Don Peppone (22 martie 1854 - 21 septembrie 1920) — don-ul pentru care au lucrat Don Morello și Don Salieri în tinerețea lor.

#### Legăturile jocului Mafia cu Clanul Soprano
Actorii care au sonorizat personajele jocului au jucat în "Clanul Soprano"
| Actor         | Personaj din Mafia | Personaj din Clanul Soprano             |
| ------------- | ------------------ | --------------------------------------- |
| Matt Servitto | Sam                | Agentul Dwight Harris                   |
| Dan Grimaldi  | Frank              | Patsy Parisi                            |
| William DeMeo | Paulie             | Jason Molinaro                          |
| Cara Buono    | Sarah              | Kelli Moltisanti                        |
| Ray DeMattis  | Pete cel Galben    | Gerry Gaultieri                         |
| John Doman    | Don Morello        | Unul dintre patronii clubului Bada Bing |

## Automobile
| Marca adevărată           | Marca adevărată           | Marca fictivă    |
| ------------------------- | ------------------------- | ---------------- |
| Ford                      | Ford                      | Bolt             |
| Auburn                    | Auburn                    | Bruno            |
| Alfa Romeo                | Alfa Romeo                | Caesar           |
| Mercedes-Benz             | Mercedes-Benz             | Celeste Marque   |
| Pontiac                   | Pontiac                   | Crusader         |
| Hudson                    | Hudson                    | Guardian         |
| Stutz Blackhawk           | Stutz Blackhawk           | Falconer         |
| Cadillac                  | Cadillac                  | Lassiter         |
| Phantom Corsair           | Phantom Corsair           | Prototipul Manta |
| Chevrolet                 | Chevrolet                 | Schubert         |
| Pierce Arrow Silver Arrow | Pierce Arrow Silver Arrow | Silver Fletcher  |
| Cord                      | Cord                      | Thor             |
| Duesenberg                | Duesenberg                | Trautenberg      |
| De Soto Airflow           | De Soto Airflow           | Ulver            |
| Buick                     | Buick                     | Wright           |

Mașinile din Mafia au numele inventate, dar cele mai multe dintre ele sunt prototipuri reale. De exemplu, Bolt-ul este în realitate Ford (Bolt Ace fiind Ford T) , marca Lassiter fiind marca Cadillac, Ulver — De Soto, și Thor - Cord. Cele mai multe dintre aceste mașini istorice fiind disponibile în două sau trei culori.
Pentru a fura o mașină, un jucător trebuie să fie capabil de a o sparge. Pentru cele mai multe mașini, această capacitate va apărea odată cu progresul în joc, dar pentru unele mașini (de obicei, cele mai scumpe) jucătorul va trebui să îndeplinească misiuni secundare.
În afară de mașinile reale, puteți obține niște prototipuri rapide, îndeplinind 19 misiuni în modul Free Ride Extreme. Acestea pot fi conduse numai în modurile Free Ride și Free Ride Extreme.
În tabelul din dreapta puteți vedea mărcile adevărate și fictive ale automobilelor din joc.
| Imagini                                        | Imagini                                            | Imagini                                               | Imagini                                           |
| ---------------------------------------------- | -------------------------------------------------- | ----------------------------------------------------- | ------------------------------------------------- |
|                                                |                                                    |                                                       |                                                   |
| Ford Model T (în joc Bolt Ace Tourning)        | Cadillac V16 Phaeton (în joc Lassiter V16 Phaeton) | Ford model A (1927) (în joc Bolt Model B Fordor)      | Mercedes-Benz 500 K (în joc Celeste Marque 500 K) |
|                                                |                                                    |                                                       |                                                   |
| Cord 810 Phaeton (în joc Thor 810 Phaeton FWD) | Chrysler Airflow (în joc Ulver Airstream)          | Cadillac V-16 Roadster (în joc Lassiter V16 Roadster) | Duesenberg Model J (în joc Trautenberg Model J)   |

## Arme

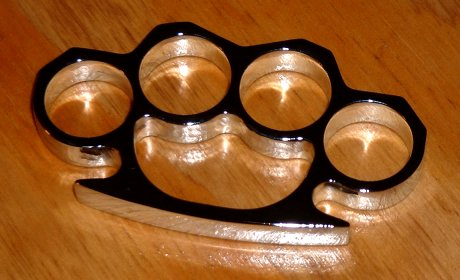
Un box

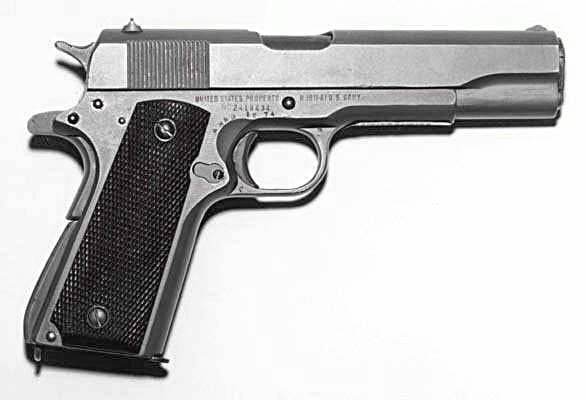
Pistolul Colt 1911

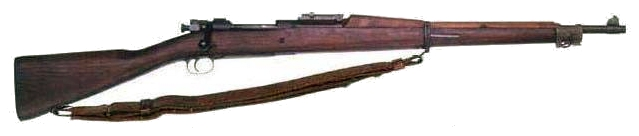
O carabină Springfield M1903

Armele sunt un mijloc necesar de îndeplinire a marii majorități din misiunile poveștii (cu excepția a trei dintre ele : An offer you can't refuse (română O ofertă pe care n-o poți refuza), The Running Man (română Fugarul) și Fairplay. Toți cei din barul Salieri (cu excepția lui Sarah), precum și toți gangsterii lui Salieri și ai lui Morello, alți gangsteri, poliția, securitatea portuară și unii șoferi cărora li se fură mașinile, au arme. 
În cursul misiunilor jocului, Tommy, în funcție de unde trebuie să se ducă, va primi de la Vincenzo un set limitat de arme. Cu toate acestea, se pot obține arme suplimentare pe parcursul misiunii (căutarea cadavrelor de gangsteri și polițiști), uneori, aceasta fiind singura modalitate de îndeplinire a misiunii. Totuși, de exemplu, misiunea Just For Relaxation (română Doar pentru relaxare) poate fi îndeplinită fără arme de foc, în misiunea Better Get Used To It (română Mai bine obișnuiește-te) utilizarea armelor de foc este interzisă până la un anumit punct, și în misiunea Visiting Rich People (română Vizitându-i pe cei bogați) utilizarea armelor de foc este extrem de periculoasă. De asemenea, în unele misiuni, Тom va primi o bombă care poate fi utilizată numai într-o singură situație. În ultimele două misiuni, precum și în modul O călătorie gratuită, Tom va putea achiziționa arme de la magazinul lui Pete cel Galben, situat în Hoboken.
Tommy poate transporta cinci arme de dimensiune mică (boxuri, un cuțit, pistolul Colt modelul 1911, o grenadă, cocktailuri Molotov), o armă de dimensiune mare (o bâtă de baseball, o rangă, o pușcă cu țeava retezată, o pușcă pompată, o carabină cu lunetă) și în mâini sau în automobil oricâte arme. Dacă o armă nu poate fi ascunsă (de exemplu, dacă arma este schimbată sau dacă vă apropiați de poliție), Tommy, pur și simplu, o va arunca. Gloanțele armelor pot fi risipite, iar apoi Tommy este forțat să-și reîncarce arma, putând deveni o țintă ușoară. Poliștii vor încerca să-l aresteze pe Tommy dacă-l văd cu o armă în mână. Dacă jucătorul o folosește, poliția va trage în el. În orașul Lost Heaven, polițiștii patrulează pe jos sau în automobile. Cei de pe trotuare, au revolvere. Cei din mașini (în fiecare mașină de poliție pot sta doi polițiști) sunt armați în mod diferit - șoferul, cu un revolver, iar pasagerul cu o pușcă pompată. În funcție de crimă, polițiștii îl pot amenda, aresta sau pot trage în Tommy (dacă nu se predă). Jucătorul poate trage de la ferestrele tramvaielor sau automobilelor (unde precizia lasă de dorit). 
Tommy poate scăpa de polițiști, ascuzându-se într-o alee sau folosind un tramvai foarte aglomerat. Dacă protagonistul nu scapă de poliție, drumurile vor fi împânzite de mașini de poliție și agenți care cor trage în Tommy cu diferite arme, cum ar fi puști, mitraliere și revolvere.

#### Arme pentru lupta corp la corp
- Bâta de baseball (Baseball bat);
- Ranga (Crowbar);
- Cuțitul (Knife);
- Boxul (Knuckle duster);
- Găleata (Bucket) — poate fi folosită în misiunile La mulți ani! și Doar pentru relaxare. În misiunea La mulți ani!, găleata poate fi folosită și pentru a curăța toaleta;
- Scândura (Wooden plank) — poate fi folosită împotriva agresorilor din misiunea Sarah;
- Bara de oțel;
- Capul de câine. Poate fi folosit drept armă numai atunci când un câine agresiv din joc a murit în urma unei explozii.

#### Arme proiectil
- Cocktailul Molotov (Molotov cocktail). Poate fi folosit în misiunea Petrecerea Molotov pentru a arunca în aer mașinile din parcarea Barului Morello;
- grenada (Grenade).

#### Arme de foc
- revolverul Smith & Wesson Modelul 10 M&P. Arma caracteristică a polițiștilor;
- revolverul Colt Detective Special (Colt pentru detectivi). Cea mai slabă armă din tot jocul;
- revolverul Smith and Wesson Modelul 27 Magnum. Este foarte puternic, dar nu ajută într-o confruntare de lungă durată, având un recul puternic.
- pistolul Colt M1911. Se încarcă rapid, având un recul foarte scăzut;
- pușca cu țeava retezată (Sawed-off shotgun) — lupara în limba siciliană. Perfectă pentru lupta de aproape, fiind o armă foarte puternică;
- pușca pompată (Pump action shotgun) — în joc, această armă pare a fi pușca Winchester Modelul 1897. Este o armă puternică, folosită chiar și de polițiști;
- mitraliera Thompson (Tommy Gun) - singura mitralieră din joc. Este o armă foarte puternică și rapidă, dar are un recul foarte puternic, obligând jucătorul să fie atent.
- carabina Springfield M1903 - nu are lunetă. O armă foarte puternică pentru lupta la distanță, dar care se re încarcă destul de lent.
- carabina Mosin-Nagant 1891/30 - are lunetă și este o armă foarte puternică, dar care se reîncarcă foarte greu.

## Modul raliu
Un mod care dă posibilitatea jucătorului să concureze în cursele de mașini, care se desfășoară pe trasee sport. Pe versiunea originală a jocului pe PC, acest mod a fost eliminat. Cu toate acestea, fanii au reușit cu ajutorul dosarelor modului să-l restabilească. Modul este prezent în edițiile pe console din 2004 ale jocului.

## Muzica jocului
Jocul are diferite melodii, specifice anilor '20 și '30. Muzica meniului jocului a fost compusă de Vladimir Šimůnek și făcută de Bohemia Symphonic Orchestra.

### Melodiile orașului
- Belleville - Django Reinhardt - În Central Island
- Caravan - The Mills Brothers - În Oakhill
- Chinatown, My Chinatown - The Mills Brothers - În Chinatown
- Cavalerie - Django Reinhardt - În Little Italy
- Echoes of France - Django Reinhardt - În Oakwood
- Manoir de Mes Reves - Django Reinhardt - În Hoboken
- Minor Swing - Django Reinhardt - În New Ark
- The Mooche - Duke Ellington - În Works Quarter
- Vendredi 13 - Django Reinhardt - În Downtown

### Melodiile zonelor rurale
- Douce ambiance - Django Reinhardt
- Jet Black Blues - Lonnie Johnson
- I'm Living in a Great Big Way - Buddy Clark (Benny Goodman & Orchestra sa) - misiunea Running Man

### Diverse melodii
- Cou-cou - Django Reinhardt - melodia misiunii Happy Birthday
- Lake Of Fire - Lordz Of Brooklyn - melodia mulțumirilor de la finalul jocului
- Moanin' for You - The Mills Brothers - melodia primei părți a misiunii Great Deal!
- You Run Your Mouth and I'll Run My Business - Louis Jordan - melodia ultimei părți a misiunii Great Deal!

## Motorul jocului
"Mafia" folosește motorul grafic LS3D engine, făcut în studioul de dezvoltare al Illusion Softworks. Acest motor permite un spațiu larg deschis, umbre dinamice, iluminare și alte caracteristici, fiind unul dintre cele mai avansate motoare ale timpului său. Ulterior, compania Illusion Softworks și firma Silver Wish Games (o filială a companiei Illusion) au lansat cu acest motor câteva jocuri, inclusiv Hidden & Dangerous 2 (2003) și Chameleon (2005).
Versiunea pentru PC a jocului Mafia are o grafică mai bună, comparativ cu versiunile pentru consolele PlayStation 2 și Xbox, lansate în 2004. Datorită limitărilor tehnice ale consolelor, în versiunile de consolă s-a redus calitatea unelor aspecte ale graficii (de exemplu, rezoluția de textură).

## Curiozități
În acest joc există multe curiozități, printre care:
1. Jucătorul îl poate observa pe Don Peppone, mentorul lui Salieri și Morello, în prima misiune a jocului, vorbind cu un alt personaj.
2. Există un bug în versiunea 1.0 a jocului care îi permite jucătorului să sară peste jumătate din cursă folosind un drum diferit.
3. Suicidul de pe Podul Giulliano în misiunea Fair Play.
4. Automobilele ascunse în modul Free Ride.
5. Peștera în formă de cap de leu din Hoboken.
6. Majoritatea curiozităților suprarealiste își au locul în modul Free Ride Extreme. Printre acestea se numără omul invizibil, nava spațială ș.a.m.d.
7. Mereu s-a vorbit despre existența unui cazino în joc. Cu toate acestea, ulterior s-a dovedit că fotografiile publicate pe această temă făceau parte din versiunea beta a jocului.
8. Procurorul din misiunea „Vizitându-i pe bogați” folosește același model cu mentorul lui Salieri și Morello.

## Critică
Jocul a fost apreciat de critici și jucători după realizare, fiind considerat un joc mai realist și serios în stilul lui Grand Theft Auto. Realismul jocului a fost observat în misiunile fără limită de timp, în care jucătorii au observat că ascultarea regulilor rutiere este mai acceptabilă decât accelerarea excesivă, care poate rezulta în accidente. Mafia oferă un oraș mai mare pentru explorare, din acest punct de vedere jocul deosebindu-se de majoritatea jocurilor din acea vreme. Acest joc oferă atât forme de transport variate cât și o zonă rurală extinsă. IGN i-a dat jocului nota 9.2/10 în timp ce GameSpot a descris varianta PC a jocului drept "unul dintre cele mai bune jocuri ale anului", dându-i nora 9.3/10. Game Informer a comparat favorabil jocul cu Grand Theft Auto III, spunând, "Din orașul în care trăiești la vehiculele incredibil de realiste, acest titlu are sufletul unui blockbuster".
În timp ce varianta originală pe PC a jocului a primit critici pozitive și a devenit celebru în toată lumea, versiunile pe consolele PlayStation 2 și Xbox au fost considerate inferioare, dezamăgind criticii.
În Republica Cehă, țara de origine a dezvoltatorilor jocului, jocul a primit aprecieri unanime atât din partea criticilor, cât și din partea jucătorilor.

## Continuarea jocului
Compania care a dezvoltat jocul Mafia, Illusion Softworks, a dezvoltat și continuarea acestui joc, Mafia II, unde povestea se desfășoară de la sfârșitul anilor 40 la începutul anilor 50. În Mafia II, ca și în jocul Mafia, jucătorul poate observa asasinarea lui Thomas Angelo, protagonistul primului joc.